# Šolja
Šolja (cyr. Шоља) – wieś w Czarnogórze, w gminie Bijelo Polje. W 2011 roku liczyła 60 mieszkańców.